# Tiermalnyj
Tiermalnyj (ros. Термальный) – osiedle w Rosji, w Kraju Kamzackim, w rejonie jelizowskim. W 2010 liczyło 2001 mieszkańców.